# Kamienica Wąskotorowa
Kamienica Wąskotorowa – zlikwidowany wąskotorowy przystanek kolejowy w miejscowości Kamienica-Majątek na wąskotorowej linii kolejowej Anastazewo – Konin Wąskotorowy, w powiecie konińskim, w województwie wielkopolskim, w Polsce.